# 格兰杰城

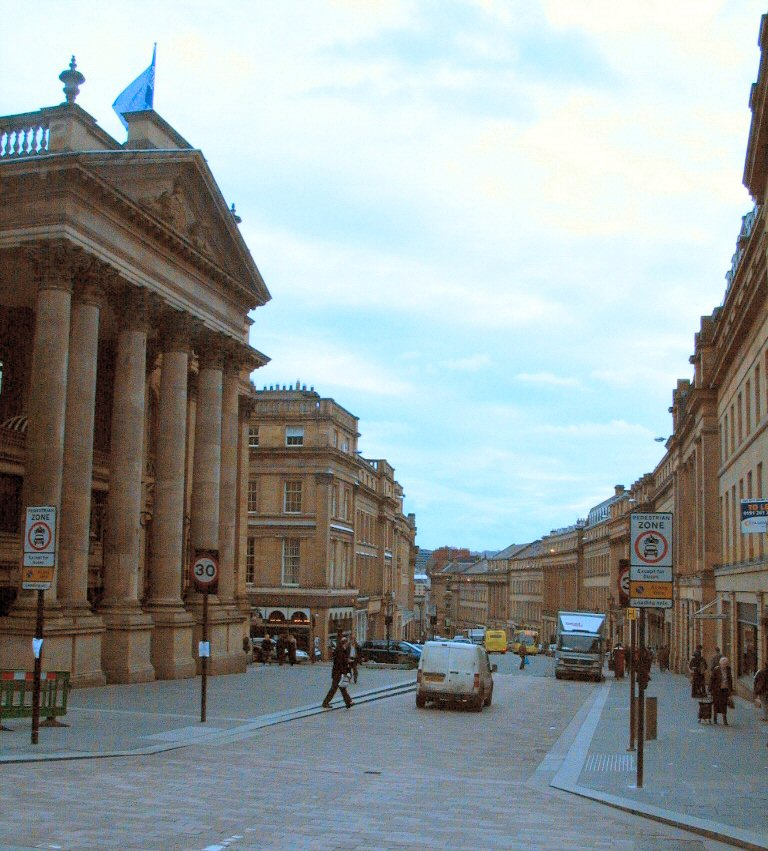
格雷街皇家剧院

格兰杰城（Grainger Town）是英格兰东北部城市泰恩河畔纽卡斯尔的历史悠久的核心区域。这个古典风格的街区由营造商理查德·格兰杰建于1824年到1841年之间，包括该市一些最好的建筑和街道，如格兰杰市场、皇家剧院、格雷街、格兰杰街和克莱顿街。这些建筑大部分都是四层，设有垂直窗，穹顶和塔楼。 
在格兰杰城的450座建筑中，有244座列为登录建筑，其中29座为I级登录建筑，49座为II*级登录建筑。 
格兰杰城占地面积约36公顷，其建筑被称为“泰恩河畔古典”建筑。其中的一条街道，格雷街被尼古拉斯·佩夫斯纳称为“英格兰最优美的街道之一”。该地区还包括一座 中世纪13世纪多明我会修道院、一段古城墙以及许多精美的乔治式建筑和维多利亚式建筑。 
几乎整个格兰杰城都位于纽卡斯尔的中央保护区（英格兰最早的保护区之一）范围内。大部分建筑都属于私人所有。在格雷纪念碑和格雷街附近区域，高品质的购物店，名牌时装和珠宝首饰店快速扩展。中央交易所位于此区域内，内设店铺和提供地图和指南的纽卡斯尔旅游信息中心。